# Антуан Комбуаре
Антуа́н Комбуаре́ (фр. Antoine Kombouaré, нар. 16 листопада 1963, Нумеа) — французький футболіст, що грав на позиції захисника. По завершенні ігрової кар'єри — тренер.
Виступав, зокрема, за «Парі Сен-Жермен», з яким вигравав усі три головні турніри — чемпіонат та Кубок Франції, а також Кубок французької ліги. Згодом працював з цією командою як головний тренер.

## Ігрова кар'єра
У дорослому футболі дебютував 1983 року виступами за команду клубу «Нант», в якій провів сім сезонів, взявши участь у 177 матчах чемпіонату. Більшість часу, проведеного у складі «Нанта», був основним гравцем захисту команди.
1990 року, після нетривалого періоду, проведеного в складі скромного «Тулону», Комбуаре став гравцем «Парі Сен-Жермена». Його популярність помітно зросла після м'ячів, забитих головою у ворота «Андерлехта» і мадридського «Реала» на стадії 1/8 і 1/4 фіналу Кубка УЄФА у сезоні 1992/93. Партнерами по лінії оборони були відомі гравці 90-х — Рікардо Гомес, Поль Ле Гуен і Ален Рош. Через два роки парижани, очолювані капітаном Комбуаре, вибили «Барселону» під проводом Йонана Кройфа на стадії чвертьфіналу Ліги чемпіонів. Але на шляху до фіналу команда зі столиці Франції була двічі обіграна «Міланом». Натомість на внутрішній арені справи команди йшли ще краще — у 1993 році Комбуаре досяг свого першого успіху з парижанам, коли переміг у Кубку Франції, а у 1994 році він виграв свій єдиний у кар'єрі чемпіонат Франції. Після цього у 1995 році Антуан виграв з ПСЖ свій другий кубок країни, а також перший і єдиний Кубок ліги. Загалом відіграв за паризьку команду п'ять сезонів своєї ігрової кар'єри, провівши 137 ігор в усіх турнірах.
У 1995 році підписав контракт зі швейцарським «Сьйоном», з яким виграв Кубок Швейцарії. В наступному сезон за 300 тисяч доларів перебрався в шотландський «Абердин», який переживав не найкращі часи. Молодий тренер шотландського клубу Рой Ейткен вирішив запросити в команду Антуана, вважаючи, що досвідчений захисник зможе зміцнити невдало грає захисну лінію команди. Комбуаре зіграв 50 матчів за клуб та забив три голи і в травні 1998 року покинув команду.
Завершив професійну ігрову кар'єру у паризькому «Расінгу», за який виступав протягом 1998—1999 років у третьому за рівнем дивізіоні Франції.

## Кар'єра тренера
По завершенні кар'єри гравця 1999 року повернувся до «Парі Сен-Жермена», де очолив дублюючу команду. У 2003 році Комбуаре вважався одним з претендентів на вакантний пост головного тренера основної команди, але прихід іншого екс-гравця парижан Вахіда Халилходжича поміняв плани Антуана. Він вирішив очолити «Страсбур», з яким у першому ж сезоні здобув високе 13-те місце в Лізі 1. Однак невдалий старт в сезоні 2004/05 привів його до звільнення з клубу.
У липні 2005 року був призначений головним тренером клубу «Валансьєн», який на той час грав у другому дивізіоні французького футболу. У своєму першому сезоні він привів їх до просування лігою вище, де клуб з регіону Нор-Па-де-Кале був відсутній з 1993 року. Протягом трьох сезонів Комбуаре допомагав клубу освоюватися на найвищому рівні французького футболу. Він поліпшував становище команди в кожному наступному сезоні Ліги 1: 14 місце в сезоні 2006/07, 13-те — в 2007/08 і 12-те — в 2008/09. Комбуаре зміг домогтися дуже непоганих результатів для клубу з середнім складом і обмеженим бюджетом.
У травні 2009 року колишній клуб Комбуаре «Парі Сен-Жермен» нарешті запропонував йому посаду головного тренера. Він погодився і підписав 3-річний контракт, замінивши Поля Ле Гуена, з яким він грав у «Нанті» і ПСЖ. У сезоні 2009/10 паризький клуб, незважаючи на підписання таких гравців, як Мевлют Ердінч і Грегорі Купе, не кращим чином грав у Лізі 1, закінчивши чемпіонат в середині турнірної таблиці. Комбуаре залишився на своєму посту багато в чому завдяки успіху в Кубку Франції, де вони перемогли «Монако» у фіналі.
У сезоні 2010/11 він знову вивів столичний клуб до фіналу національного Кубка, який вони програли чемпіонам Франції «Ліллю». У Кубку ліги парижани, здавалося, вже почали готуватися до нового протистояння з непримиренними суперниками з марсельського «Олімпіка», але в півфіналі поступились «Монпельє». У лізі команда виступала успішніше, фінішувавши на четвертій сходинці. Парижани майже досягли поставлених цілей, але їх підвели загальна втома і нездатність домагатися результатів в найбільш відповідальних матчах. Проте атакувальний футбол, в який ПСЖ грав під керівництвом Антуана Комбуаре, викликав симпатію у багатьох глядачів і фахівців.
Клуб придбав Катарський мільйонер Нассер Аль-Хелаїфі. В зміцнення команди були вкладені чималі гроші, спортивним директором став знаменитий бразилець Леонардо. Пішли розмови про запрошення і більш іменитого тренера. На перших порах керівництво вирішило не міняти Комбуаре, але перші невдачі коштували тренеру свого місця. Команда вилетіла у 1/8 фіналу Кубка французької ліги, а також сенсаційно не вийшла з групи Ліги Європи, через що 29 грудня Антуан був звільнений зі своєї посади, а вже наступного дня його місце зайняв Карло Анчелотті.
27 червня 2012 року Комбуаре був призначений головним тренером клубу з Саудівської Аравії «Аль-Хіляль». Контракт з ним був підписаний строком на один рік, втім вже 31 січня 2013 року француз був звільнений, коли команда йшла на другому місці в чемпіонаті.
18 червня 2013 року прийняв пропозицію попрацювати у клубі «Ланс», з яким у першому ж сезоні зайняв друге місце у Лізі 2 і вивів клуб у вищий дивізіон. Втім в елітному дивізіоні у клубу почались серйозні фінансові проблеми, крім того команда змушена була грати не вдома через те що домашній стадіон клубу «Боллар-Делеліс» знаходився на реконструкції до Євро-2016. В підсумку команда з Ланса стала останньою у сезоні 2014/15 і вилетіла назад в Лігу 2, але Комбуаре залишився в клубі, зайнявши 6-те місце в наступному сезоні і не зумів повернути клуб в елітний дивізіон, після чого покинув посаду.
30 травня 2016 року Комбуаре став головним тренером «Генгама». У перших двох сезонах клуб тримався в середині таблиці, зайнявши десяте і дванадцяте місце в Лізі 1. Втім сезон 2018/19 клуб розпочав вкрай невдало і 6 листопада, після розгромної поразки 0:5 від «Нанта», коли клуб був на останньому 20-му місці, Комбуаре був звільнений з посади.
У 2019 протягом п'яти місяців (з січня по червень) очолював «Діжон».

## Титули і досягнення

### Як гравця
- Чемпіон Франції (1):

«Парі Сен-Жермен»: 1993–94
- Володар Кубка Франції (2):

«Парі Сен-Жермен»: 1992–93, 1994–95
- Володар Кубка французької ліги (1):

«Парі Сен-Жермен»: 1994–95
- Володар Кубка Швейцарії (1):

«Сьйон»: 1995–96

### Як тренера
- Володар Кубка Франції (2):

«Парі Сен-Жермен»: 2009–10
«Нант»: 2021–22
- Тренер року в Лізі 2: 2005–06